# Do-Re-Mi
Do-Re-Mi는 1959년 로저스와 해머스타인의 뮤지컬 《사운드 오브 뮤직》의 노래 중 하나이다. 오스카 해머스타인 2세가 작사하였고, 리처드 로저스가 작곡을 하였다. 극중에서, 마리아가 노래를 처음배우는 폰 트라프 가문의 아이들에게 장음계의 음표를 가르치기 위해 사용되었다. 아이들의 아버지는 아내의 죽음 이후 천박하다며 허락하지 않았다. 이 노래는 각 음의 솔페지오의 음절 체계가 가사에 있다는 점에서 유명해졌다.
무대 판에서는 마리아가 폰 트라프 대위의 집 거실에서 아이들에게 자신을 소개한 직후 이 노래를 부른다. 그러나, 어니스트 레만은 무대판 대본을 각색하여, 영화에 어울리게 1965년 영화판으로 각색을 했다. 이후 다른 영화에서도 사용되어 널리 알려져있다. 도레미송이라고도 한다.

## 개요
여주공인인 마리아 폰 트라프 박사가 트라프 가문의 아이들에게 소리 이름을 가르치는 장면에서 마리아 선생님과 아이들이 부른 노래이다. 이후에 뮤지컬을 영화로 만들어 더욱 유명해지게 되었다. 아이들이 학교에서 처음으로 기억할 노래 중 하나이기도 하다.

## 가사와 의미
이 가사는 동일한 소리의 영어 단어를 이용하여 솔페지오 음절을 가리킨다.
- 도(Do)는 ‘암사슴’(Doe)을 가리킨다.(a deer, a female deer)
- 레(Re)는 ‘레이’(Ray)는 황금빛 햇볕이 쏟아지는 것(a drop of golden sun.)
- 미(Mi)는 ‘미’(Me), 내가 내 자신을 부르는 소리 (a name I call myself.)
- 파(Fa)는 ‘파’(Far), 뛰어가기엔 멀고 먼 길(a long long way to run)
- 소(So)는 ‘소’(Sew)는 바느질 작업(실과 바늘로 또는 재봉틀로) (a needle pulling thread.)

실제로 ‘소’(So)는 솔페이지 법에서 ‘솔’(Sol)의 대용으로 종종 사용되기도 한다.
- 라(La)는 소 다음에 오는 음표(a note to follow so)

동음이어를 만족하는 말이 없으며, 이 음계는 끝부분에 도로 되돌아 가기 때문에 도(Do)와 라임을 이룬다.
- 티(Ti)는 ‘티’(Tea), 잼이 발려진 빵과 같이 먹는 음료(drink with jam and bread.)

이 노래가 결론을 내리듯이 “노래를 하기 위한 음계를 알게 되면, 어떤 것이든 잘 부를 수 있다.” (When you know the notes to sing, you can sing most anything)
작가인 더글러스 애덤스는 그의 글에서 “미완의 작업이다”고 썼다. 가사의 각 줄이 솔파 음계에서 나온 음계명을 취하고 있으면서 의미를 부여하고 있지만, ‘라(La), 소(So) 다음에 오는’ 가사는 그러한 패턴에 맞지 않고, 그냥 땜빵이었다. 애덤스는 유머러스하게 오스카 해머스타인은 단지 “소를 따라가기 위한 음표”라고 썼고, 나중에 다른 것으로 떼울려고 했지만, 더 좋은 것이 떠오르지 않았다고 상상했다.

## 대중 문화
- 마돈나의 1992년 히트작 《Deeper and Deeper》에서 참조되었다. 그 노래의 가사에 "When you know the notes to sing, you can sing most anything."라는 구절이 등장한다.
- 1991년에 제작된 애니메이션 《알프스의 메아리》의 오프닝 테마곡으로 쓰였다.
- 2011년 12월 24일 tvN의 SNL 코리아에서 박칼린이 머리 아픈 정치인들에게 도레미송을 풍자하여 가리키는 내용이 등장한다.[2]

도둑같은 날치기

레임덕이 왔단다

미러부쳐 미국산

파행이다 예산안

솔솔 물가 솟아도

라라 우린 몰라라

시위대엔 물대포

처음부터 다시 도 ...
- 2014년 2월 3일 섬마을 쌤에서 가수 성시경이 아이들에게 도레미송을 가르친다.
- 노래가 아주 쉽다.[모호한 표현]
- 여러 가지 버전이 있다.

## 같이 보기
- 사운드 오브 뮤직